# Vanilla africana
Vanilla africana är en orkidéart som beskrevs av John Lindley. Vanilla africana ingår i släktet Vanilla och familjen orkidéer. Inga underarter finns listade i Catalogue of Life.